# Nicola Thost
Pour les articles homonymes, voir Thost.
Nicola Thost, née le 3 mai 1977, est une snowboardeuse allemande. Elle a remporté le premier titre féminin de halfpipe aux Jeux olympiques d'hiver de Nagano.
Nicola Thost apparait à l'édition allemande du magazine Playboy en mars 2002.

## Palmarès

### Jeux olympiques d'hiver
- Jeux olympiques d'hiver de 1998 à Nagano ( Japon) :
  - Médaille d'or en Halfpipe

### Coupe du monde de snowboard
- 3 victoires en course (3 en Halfpipe)